# Kanton Château-Chinon (Ville)
Kanton Château-Chinon (Ville) (francouzsky Canton de Château-Chinon (Ville)) je francouzský kanton v departementu Nièvre v regionu Burgundsko. Tvoří ho 15 obcí.

## Obce kantonu
- Arleuf
- Blismes
- Château-Chinon (Campagne)
- Château-Chinon (Ville)
- Châtin
- Corancy
- Dommartin
- Fâchin
- Glux-en-Glenne
- Lavault-de-Frétoy
- Montigny-en-Morvan
- Montreuillon
- Saint-Hilaire-en-Morvan
- Saint-Léger-de-Fougeret
- Saint-Péreuse